# Ariana Grande
Ariana Grande-Butera (Boca Raton, Florida, 26 de juny de 1993) és una cantant, actriu i ballarina estatunidenca. Va debutar com a actriu l'any 2008 amb el paper de Charlotte al musical «13» de Broadway. Això li va permetre obtenir el primer dels seus molts reconeixements en la seva carrera artística, quan la National Youth Theatre Association Awards la va premiar amb el guardó a la millor actriu de repartiment, pel seu notable paper en el musical.
Més endavant va deixar el teatre i es va fer coneguda per interpretar el paper de Cat Valentine a les sèries de Nickelodeon: Victorious, coprotagonitzada amb l'actriu Victoria Justice, que es va convertir en una de les sèries més exitoses de Nickelodeon. Més tard va tenir l'oportunitat de poder continuar actuant amb el mateix paper a la sèrie: Sam & Cat, protagonitzada amb Jennette McCurdy, el 2013 derivada de les sèries Victorious i iCarly.
El març de 2013 va assolir la fama i va aconseguir èxit comercial amb el senzill «The Way» del seu àlbum debut en convertir-se en top 10, hit a la llista Billboard Hot 100 dels Estats Units i en ser certificada amb tres discos de platí per la RIAA. El seu àlbum de debut «Yours Truly» va rebre elogis dels crítics i va debutar en el número u de la Billboard 200, cosa que la va convertir en la quinzena artista femenina en la història a aconseguir aquesta posició amb el seu primer disc. Més tard, l'any 2014, l'Ariana va ser guardonada per l'Associació de la indústria musical com a artista revelació de l'any, com a reconeixement als seus èxits del 2013 i del 2014.
Es caracteritza per la seva cua de cavall, les seves botes per damunt dels genolls, els seus vestits curts i la seva veu aguda i potent alhora.
El 25 d'agost de 2014 va eixir a la venda el seu segon àlbum My Everything, les seves principals cançons són: Problem (ft. Iggy Azalea) 2014, Break Free (ft. Zedd) 2014, Best Mistake (ft. Big Sean) 2014, Love Me Harder (ft. The Weeknd) 2014. També ha compartit escenari amb la Jessie J i amb la Nicki Minaj co-protagonitzant el seu Grande single Bang Bang i amb Justin Bieber durant la seva gira Believe Tour.
Fora del segon àlbum, està Get On Your Knees, cançó del tercer àlbum de Nicki Minaj.
El 2015 va realitzar la seva primera gira mundial anomenada The Honeymoon Tour, on va cantar, entre d'altres 87 escenaris, al Palau Sant Jordi de Barcelona el dia 16 de juny de 2015.
L'últim llançament va ser a l'octubre de 2015 amb el seu single Focus amb la preparació del seu nou album previst per a principis de 2016, prèviament titulat Moonlight. Però, contra-pronòstic, Ariana Grande va decidir canviar el títol de l'àlbum a Dangerous Woman, de les quals, la seva sortida al públic va ser al 20 de maig de 2016.
Les cançons principals de Dangerous Woman són: Dangerous Woman, Be Alright (amb controvèrsies amb el DJ britànic Mura Masa, que acusà Grande de plagi respecte la cançó del britànic titulada Firefly), Into You (que està present en totes les llstes d'èxits i que s'ha publicat una 2a versió (i fora del 3r àlbum) d' Into You (ft. Mac Miller), Greedy i Side To Side (ft. Nicki Minaj.)
El single Focus (On Me), estrenat el 30 d'octubre de 2015 va ser exclòs de l'àlbum (excepte en la versió japonesa, en que si va ser inclòs, però no com a single principal) per l'escàs èxit que va tenir a les llistes (debutà a la P7 del top 10 d'iTunes, posició que mai va superar).
Entre altres premis i nominacions rebuts, cal destacar les seves dues nominacions als premis Grammy els anys 2014 i 2015 i el fet de ser la cantant més jove en guanyar un Premi Bambi.
El 2016 no va obtenir cap nominació als Grammy, però va ser presentadora amb Sam Smith i Selena Gomez.
La gira Dangerous Woman Tour va ser tot un èxit. Però, el 22 de maig, en acabar un concert dels seus concerts a Manchester, hi va haver una explosió degut a un atemptat terrorista. Cap a principis de juny es va fer un concert, anomenat One Love Manchester, per homenatjar a les víctimes del atemptat. El 7 de juny la gira va reprendre a París.
El 2018 va treure un altre àlbum d'estudi amb el nom de Sweetener (edulcorant en català). Els singles no tears left to cry, God is a woman i breathin van fer la volta al món. El disc parla molt d'amor (amb la seva exparella, Pete Davidson), de feminisme, d'ajuda contra el bulling i, per descomptat, de com va viure tot el que va passar a Manchester.
El 30 de novembre de 2019, va treure el vídeo oficial del primer single del que serà el seu 5è àlbum, titulat com la cançó, Thank U, Next. Encara que la cançó ja es podia escoltar, el vídeo va ser un èxit, i va arribar a ser el vídeo que més vistes va tenir en només 24 hores. El 14 de novembre de 2019, va treure el vídeo de lletres d'Imagine.

## Biografia

### 1993-2008: Primers anys i inicis de la seva carrera artística
Grande va néixer el 26 de juny de 1993 a Boca Raton (estat de Florida). Se li diu així en al·lusió a la princesa Oriana, de la caricatura Félix el Gato. Té nacionalitat nord-americana, italiana i britànica al mateix temps. Va assistir a les escoles Pine Crest School i North Broward Preparatory School. Des de la infantesa pateix d'hipoglucèmia, un estat que consisteix en baixos nivells de glucosa, de manera que ha de menjar dolços per enfortir les seves energies. És filla de Joana Grande i Edward Butera. Té un mig germà deu anys més gran que ella, anomenat Frankie Grande, qui també és actor i ballarí, a més de productor. La seva mare dirigeix una companyia telefònica i sistema d'alarmes, i el seu pare és el propietari d'una reeixida empresa de disseny gràfic a Boca Raton. Va néixer a Florida després que els seus pares van abandonar Nova York quan Joana estava embarassada.
Ariana i Frankie Grande tenen la mateixa mare, però diferents pares, el que els converteix en mitjos germans. Quan Grande tenia onze anys, els seus pares es van separar. Va patir molt des de llavors la separació de Joana i Edward, se sentia com si estigués al mig dels dos, i això la posava depressiva. Finalment, es va quedar sota la cura única de la seva mare, al costat del seu germà Frankie i els seus avis materns, als que descriu com una «inspiració» .
En la seva infància, Grande va interpretar el personatge Annie al teatre per a nens Fort Lauderdale, sent aquest el seu primer paper, així també va participar en altres musicals com The Wizard of Oz i Beauty and the Beast.
Als vuit anys, va estar de vacances amb la seva família en un creuer on va optar per cantar en un saló de karaoke, en lloc del club de nens. Ningú de la seva família s'havia adonat que l'artista cubana Gloria Estefan era a prop, i que l'estava sentint cantar. Després que va acabar, Estefan es va apropar a Grande després de demanar permís per parlar amb ella, sorpresa la va felicitar, i li va dir que hauria de seguir en la música perquè «estàs destinada per això».
Des de molt petita va mostrar gran talent per la música i el ball, va cantar per orquestres com South Florida 's Philharmonic, Florida Sunshine Pops i Symphonic Orchestras, i va fer la seva presentació debut a la televisió nacional amb l'himne dels Estats Units «The Star-Spangled Banner »per a Florida Panthers.
Als 12 anys, va pensar seriosament en iniciar una carrera musical, tot i que encara es va concentrar en el teatre. Quan va arribar per primera vegada a Los Angeles per conèixer als seus representants, ella va expressar el seu desig de gravar un àlbum de R & B quan tenia 14 anys: «Jo estava com, vull fer un àlbum de R & B , i ells van dir Um, això és una meta intensiva! Qui va a comprar un àlbum R & B d'una nena de 14 anys? ». Poc després va audicionar per al musical 13 de Broadway amb el personatge de Charlotte. Allà va guanyar el primer reconeixement de la seva carrera, quan la National Youth Theatre Association Awards la va premiar amb el guardó a la millor actriu de repartiment, reconeixent la seva excel·lent interpretació en el musical. Quan es va unir al musical, va haver de distanciar-se de l'escola, però va seguir inscrita. L'escola li enviava els materials perquè ella pogués estudiar amb tutores. Ari també va cantar en diverses ocasions al New York City Jazz club Birdland.

### 2008-2012: Victorious i altres treballs amb Nickelodeon
Grande va audicionar per a la sèrie de Nickelodeon, Victorious a Nova York, amb la seva companya de repartiment de Tretze, Elizabeth Gillies, el 2009. En aquesta sitcom basada en una escola d'arts escèniques anomenada Hollywood Arts, Grande va interpretar a Cat Valentine. A petició del productor executiu Dan Schneider va haver de tenyir-se el cabell de color vermell cada dues setmanes, perquè Schneider no va voler que totes les noies del repartiment tinguessin el cabell fosc, i perquè pensava que el cabell vermellós era una característica que encaixaria amb la personalitat de Cat. La sèrie va començar a gravar-se a l'octubre de 2008 i va ser estrenada el 27 de març de 2009, aconseguint una audiència de 5,7 milions d'espectadors en la seva estrena, aconseguint la segona major audiència per a una sèrie d'imatge real en tota la història de Nickelodeon. El personatge que va exercir en la sèrie va ser comparat amb la malaurada Tai interpretat per Brittany Murphy en la sèrie Clueless de 1995, descrit com «molt impressionant i fàcilment influenciable» però «generalment dolça». En aquest mateix any, va interpretar a Miriam en el musical Cuba Lliure, que va ser escrit i produït per Desmond Child.
Acabada la primera temporada d'Victorious, Grande va voler enfocar-se en una carrera musical, i va començar a treballar en el seu àlbum debut a l'agost de 2009. Ella assenyala que «l'actuació és divertida, però la música ha estat primer i, abans de res amb mi». Per enfortir el seu rang vocal, va començar a treballar amb l'entrenador vocal Eric Vetro. Grande va fer diversos enregistraments de si mateixa cantant versions d'Adele, Whitney Houston i Mariah Carey, i els pujava a Youtube. Un amic de Muntanya Lipman, director general d'Republic Records, es va trobar amb un dels vídeos de Grande. Impressionat per la seva veu, va enviar els enllaços web a Lipman, que va fer que Grande signés un contracte discogràfic amb Republic Records. Al desembre de 2010, va publicar el seu senzill debut «Put Your Hearts Up», i poc després va manifestar la seva disconformitat amb la cançó. Va mostrar el seu desgrat pel so bubblegum pop, ella va aclarir que no va tenir l'interès en gravar música d'aquest gènere, a part que l'havien posat com si fos una princesa, i Ari volia ser ella, no una nina i l'hi va fer saber al seu discográfica. També en 2010, va prestar la seva veu al personatge de la Princesa Diaspro, en onze episodis de la sèrie animada de Nickelodeon, Winx Club.
El 2011, es va saber que Victorious no va ser renovat després de dos temporadas. La temporada final va ser estrenada al setembre de 2011, i l'episodi final va ser estrenat al febrer de 2012. Mentrestant, Nickelodeon va crear una sèrie derivada d'iCarly i Victorious, anomenat Sam & Cat protagonitzat per Grande i Jennette McCurdy, on continuen interpretant els personatges de Cat Valentine i Sam Puckett. Oficialment, la sèrie va ser pres per Nickelodeon el 29 de novembre de 2012. La sèrie es va estrenar el 8 de juny de 2012. Malgrat l'èxit de Sam & Cat, la sèrie va ser cancel·lada per una disputa entre McCurdy i Nickelodeon. L'episodi final es va estrenar el 17 de juliol de 2014. A l'octubre del 2011, Grande va col·laborar en la cançó «Popular Song» del britànic MIKA. Poc després, en festes nadalenques va protagonitzar la producció A Snow White Christmas com Blancaneus costat de Charlene Tilton i Neil Patrick Harris a Pasadena Playhouse.

### 2012-2014: Carrera musical i reconeixement mundial
Grande gravar el seu primer àlbum d'estudi, Yours Truly, durant tres anys. Després de completar l'àlbum, originalment anomenat Daydreamin, va ser publicat el 3 de setembre de 2013. Yours Truly va debutar en la primera posició en Billboard 200, amb vendes superiors a 138 000 còpies en la seva primera semana. Després de l'èxit de l'àlbum, Grande es va convertir en la primera artista femenina a debutar amb un àlbum debut en la posició número 1 en Billboard 200 des de 2009. Això, va convertir a Grande en la quinzena artista femenina en la història de la indústria musical a conseguir-ho. El 26 de març de l'any següent, va publicar el primer senzill del seu àlbum debut, titulat «The Way» amb la col·laboració del raper Mac Miller. La cançó va aconseguir la novena posició del recompte Billboard Hot 100. «The Way» va ser certificat amb múltiples discos de platí als Estats Units i ingrés en diverses llistes de diverses altres parts del món, i es va convertir en el primer èxit de Grande. Eventualment, va ser demandada per Minder Music per un presumpte plagi de la lletra «What we gotta do right here is go back, back in time», de la cançó de 1972 «Troglodyte (Cave Man)» per The Jimmy Castor Bunch. El segon senzill l'àlbum va ser «Baby I», publicat el 22 de juliol de 2013, i es va posicionar en la vintena primera posició en la llista d'èxits de la Hot 100. A més a la cançó es va situar en la sisena posició de Digital Songs, aconseguint convertir-se en l'única artista femenina en aconseguir dues cançons top 10 en esmentada llista durant el 2013. El tercer senzill, «Right There» amb la col·laboració del raper Big Sean, va debutar en la posició 84 en la llista Billboard Hot 100.
El 25 d'agost de 2013, Grande va fer la seva presentació debut en els MTV Video Music Awards 2013 interpretant les seves cançons «Baby I» i «The Way» en la prèvia de la cerimònia.
La llista Billboard 21 Under 21: Music 's Hottest Minors 2013, que situa als 21 joves més atractius menors de 21 anys, va situar a Grande en la quarta posició. El 24 de novembre, Grande es va presentar en els American Music Awards 2014 on va interpretar la cançó «Tattoed Heart» del seu primer àlbum d'estudi, Yours Truly, on va ser guardonada «millor nou artista de l'any», i va ser l'artista més esmentada a Twitter, superant a Miley Cyrus, Niall Horan i Harry Styles d'One Direction.
Precedint el seu primer EP, Christmas Kisses, Grande va estar en una sèrie d'esdeveniments, incloent presentacions en l'anual d'acció de gràcies a Nova York, 87th Annual Macy's Thanksgiving Day Parade. En l'esdeveniment New York' s Rockefeller Center Christmas Tree, en KIIS-FM Jingle Ball a Los Angeles, en l'esdeveniment Z100 's Jingle Ball al Madison Square Garden, i més.
El 31 de desembre va fer una presentació en l'esdeveniment d'any nou, Dick Clark 's New Year' s Rockin 'Eve, en on va interpretar les seves cançons The Way costat de Mac Miller i «Right There» al costat de Big Sean.

### 2014-2016 My Everything, gira mundial i altres treballs
Per a gener de 2014, Grande va estar treballant en el seu segon àlbum d'estudi, al costat de Ryan Tedder i Benny Blanco. Poc després va guanyar els People's Choice Awards després de ser guardonada «artista revelació favorit».
El 4 de març de 2014, el president dels Estats units Barack Obama i la primera dama Michelle Obama, van convidar a Grande a cantar en un concert especial organitzat a la Casa Blanca, anomenat «Women of Soul: In Performance at the White House», el qual va ser dissenyat per celebrar el que la Casa Blanca descriu com grans «avantpassades» de la música americana, amb cançons que exploren lluites i èxits de les dones.
En 2014, va rebre el guardó a l'artista revelació del any per l'Associació de la Indústria musical, a causa del èxit de Grande al 2012. Més tard va confirmar que havia completat el seu segon àlbum d'estudio i va revelar mitjançant twitter el nom d'àlbum, titulat My Everything. Estava previst que Grande col·laboraria amb Chris Brown en una cançó titulada «Do Not Be Gone Too Long», però el projecte va ser postergat i posteriorment cancel·lat a causa dels problemes legals de Brown.
El seu segon àlbum d'estudi, My Everything, va ser publicat el 25 d'agost de 2014 i va debutar en la primera posició del Billboard 200. Amb això, Grande va obtenir el seu segon àlbum número 1 de manera consecutiva, convertint-se en la primera artista dona des de 2010 a obtenir els seus dos primers àlbums d'estudi al cim de Billboard 200. La revista Rolling Stone crítica positivament l'àlbum, i va dir que «My Everything és on l'estrella de Nickelodeon comença a créixer. És una prometedora, intel·ligent i descarada declaració pop».
El primer senzill de l'àlbum es va titular «Problem» amb la col·laboració de la rapera australiana Iggy Azalea. En la seva primera setmana de llançament, la cançó va superar vendes de 438.000 descàrregues i va debutar en la tercera posició per després situar-se en el segon lloc en la llista Hot 100. L'èxit de les vendes durant la primera setmana de llançament, va convertir a Grande en la dona més jove amb una cançó que debuta amb més de 400 000 descàrregues. La cançó va obtenir el vuitè millor debut en descàrregues digitals i el quart en general fet per una dona a la historia. «Problem» va obtenir un bon rendiment comercial aconseguint els primers llocs al voltant del món. Va rebre múltiples discos de platí per la RIAA, i va rebre certificacions de ÀRIA, IFPI, GLF i RMNZ, entre d'altres més. Al Regne Unit, la cançó va debutar en la primera posició, i amb això Grande va obtenir el seu primer número 1 en esmentat país. Addicionalment, va aconseguir el rècord històric en la llista d'èxits del Regne Unit en convertir en la primera cançó a debutar en el número 1 del recompte basat per primera vegada en la seva història en vendes i mediaflux. Referent a això, Grande i el seu representant Scooter Braun van agrair als habitants britànics pel suport que va rebre la cançó.
El 2 de juliol de 2014, «Break Free», es va convertir en el senzill predecessor de «Problem», i va comptar amb la col·laboració del punxadiscos alemany Zedd. Igual que anteriors dels seus senzills, la cançó va ingressar en llistes de diverses parts del món aconseguint èxit internacional. Es va situar en la quarta posició en Billboard Hot 100 convertint-se ràpidament en un èxit. Grande va interpretar la cançó en els MTV VMA 2014 i aquesta mateixa nit va rebre el guardó a millor vídeo pop per «Problem»
El 29 de juliol de 2014, es va publicar «Bang Bang», una cançó que Grande col·laborar al costat de Nicki Minaj i Jessie J, i el qual és el primer senzill de l'àlbum Sweet Talker de Jessie J, i que a més està inclòs en l'edició de luxe de My eveything. «Bang Bang» es va convertir en el segon número u al Regne Unit per Grande, i va aconseguir la tercera posició de la llista Hot 100, i a més es va convertir en la tercera cançó en ingressar al top 10 de manera simultània per Grande, doncs, «Problem» i «Break Free» van seguir entre les deu primeres posicions aquesta mateixa setmana. Amb això, Grande es converteix al costat de la britànica Adele en les primeres i úniques dones a aconseguir tres cançons com a artistes principals dins del top 10 simultàniament.
A la llista Digital Songs Grande aconseguiria un altre rècord més quan «Best Mistake», un senzill promocional de My Everything, va debutar en la sisena posició del recompte fent-li companyia a «Break Free i Bang Bang», acaparant les sis primeres posicions del recompte. Això li va permetre a Grande convertir-se en la primera artista femenina en la història en obtenir tres cançons de manera simultània entre les sis primeres posicions de la llista Digital Songs, i la segona artista en general. Així, Grande va trencar el 2014 el rècord imposat per Michael Jackson al 2009.83 Sobre això, Grande va escriure en el seu compte de Twitter: «No hi ha paraules per això, molt més que agraïda» .84 Més tard, va publicar «Love Me Harder » i «One Last Time», els quals van aconseguir la setena i tretzena posició en el recompte Hot 100, respectivament. Les dues cançons, igual que les anteriors, van tenir un bon rendiment comercial al voltant del món. Després de la publicació de «Love Me Harder», Grande es va convertir en l'artista amb més cançons top 10 en l'Hot 100 durant el 2014.
El 21 d'agost de 2014, Grande va aconseguir situar-se en el primer lloc de la llista Billboard Artist 100, que està dedicat a mesurar l'activitat dels artistes en les llistes més influents de Billboard, per així posicionar-los per la seva popularitat i èxit obtingut. Grande es va convertir en la primera dona en aconseguir el primer lloc en esmentada lista.86
Poc després, va anunciar la seva primera gira mundial The Honeymoon Tour.
Més tard, es va presentar en els MTV Europe Music Awards 2014 en on va obrir la cerimònia de premis interpretant els seus èxits «Problem» i «Break Free», i va obtenir el guardó a la millor artista femenina, a més d'obtenir el guardó a la millor cançó per «Problem». Així mateix, es va presentar en els Bambi Awards de 2014, a Alemanya. Aquesta nit va rebre el guardó a la millor artista nou. El jurat dels Bambi Awards va dir el següent al respecte: «Ariana Grande és una jove cantant amb una poderosa veu que sap com combinar el pop, soul, hip-hop i la música electrònica per formar un so de ball irresistible. Els seus èxits van establir nous rècords a iTunes, els seus concerts esgoten butlletes i té milions de seguidors a Facebook, Twitter, superant el centenar a Instagram. La seva inconfusible veu i inusual rang que es pot estendre fins 5/8 fan d'ella un talent excepcional del nostre temps».

### 2016-2017: Tercer àlbum d'estudi: Dangerous Woman
A l'any següent, va cantar «Just a Little Bit of Your Heart» en els Grammy Awards de 2015, on va obtenir dos nominaciones. Poc després, va retre homenatge a Stevie Wonder en un concert especial organitzat pels Grammy, que va servir per honrar la carrera com a cantant de Wonder. I al cap de poc, es va confirmar que Grande forma part de l'elenc principal de la nova sèrie de terror i comèdia de Fox, Scream Queens. Així mateix, va anunciar el llançament de la seva pròpia fragància anomenada Ari, al seu compte de twitter. El 20 de maig de 2016, Grande va treure al mercat el seu tercer disc, anomenat Dangerous Woman. Tot i no tenir una Grande promoció darrere, van destacar cançons com Be Alright, Into You, Greedy, Everyday, Touch It o Dangerous Woman que dona nom a l'àlbum i va debutar en el número 1 de Billboard.

#### Explosió a Manchester Arena el 2017
El 22 de maig hi va haver una explosió durant un dels seus concerts al Manchester Arena de Manchester, Regne Unit. La policia va confirmar l'assassinat de 22 de persones i més de 50 ferits.
Grande no va suspendre el Dangerous Woman Tour, i es va oferir a pagar el funeral de les víctimes que van morir en l'atemptat.
El diumenge 4 juny d'aquell any es va fer un concert per recollir fons pels familiars de les víctimes. Es deia One Love Manchester, i hi van participar cantants i grups molt importants i famosos.

### 2018: Quart àlbum d'estudi: Sweetener
Aquest 2018 Ariana ha canviat moltes coses, no només en lo públic, més ven dit personalment.
La matinada del 20 d'abril es va estrenar el video musical de no tears left to cry. Va tenir una promoció mitja. El promèso en el moment, Mac Miller i el seu germà Frankie Grande van promocionar-ho més que la pròpia Ariana, ella només va posar algunes fotos a Instagram.
Va tenir una bona rebuda, encara que el seu segon single, The light is coming, no va tenir la mateixa sort, al contrari, s'ha quedat encallat, alguns creuen que es perquè sona una veu per sota que no s'atura de repetir. Altres perquè és la primera cançó que vam veure que era produïda per Pharrell Williams.
Un mes abans que sortís The light is coming, Ariana va tallar amb el raper Mac Miller, deixant molts rumors i coses dolentes enrere. També abans de treure el single, es va saber que tenia una nova parella, Pete Davidson.
Més tard, el 13 de juliol va treure el feminista God Is A Woman. El vídeo és molt famós i ja acumula més de 100 milions de vistes a youtube.
Abans del llançament del single, es va confirmar que Pete i Ari anaven a casar-se.
El disc de Sweetener es va estrenar el 17 d'agost. El disc era molt esperat i a tingut molt bones vendes, pero les critiques no totes han sigut bones per l'edició de Pharrell i el nou estil d'Ariana, encara que sempre guarda el seu toc pop, com tenen les cançons No tears left to cry o God Is A Women.
Ariana a guanyat un VMA com a cançó pop del any per No tears left to cry, single més reeixit i amb bona critica. Va fer una presentació a la gala, cantant God Is A Women, amb una posada en escena molt bona, i amb una veu molt ven estructurada.
El 14 d'octubre, Ariana Grande i Pete Davidson van suspendre el casament i van donar per acabada la seva relació.
Cap a mitjans d'octubre, va publicar les dates del seu nou Tour per Nord-amèrica.

### 2019: 5è àlbum d'estudi: Thank U, Next
Aquest disc recull unes cançons que transmeten la situació de vida de Ariana Grande.
Les cançons són: Imagine, Needy, Bloodline, NASA, Bad idea, break up with your girlfriend, I'm bored, Make up, 7 rings, Thank u, Next, In my head, Fake smile i Ghostin
Amb Thank u, next va arribar al seu primer número 1 al Billiboard HOT 100.
El 30 de novembre de 2018, es va estrenar el vídeo original, recreant 4 pel·lícules mítiques dels 2000, Mean Girls, Bring It On, 13 Going On 30, Legally Blonde. El vídeo va ser molt reeixit, superant els rècords de la mateixa Ari.
El vídeo original de Thank U, Next, ha batut el rècord de més vistes en 24 hores, amb 55,4 milions, superant a la banda de K-Pop, BTS, encara que alguns fans deien que la banda en va fer 56 en les seves primeres 24 hores. A més d'aixó, en només 3 dies i 10 hores va arribar a les 100 milions de vistes, només per sota de la cançó de Psy, Gentleman.
El 14 de desembre de 2018, va treure una segona cançó, titulada imagine, on si poden veure moltes referències cap el seu ex-promès finat, Mac Miller.
Més tard va estrenar la cançó 7 rings dia 18 de gener de 2019 amb 7,1 milions de likes i 379 mil (aprox.) de visites.

## Vida Personal
Grande va dir que va ser una nena molt «estranya» en la seva infància perquè li agradaven les pel·lícules de terror i la seva dolent preferit era Freddy Krueger. Fins i tot, la seva mare es va preocupar al respecte, i va creure que quan Ariana creixés es convertiria en una mena de «assassina perillosa». Tot el contrari al que la seva mare va pensar, Grande va mostrar interès en la música i el teatre. Com era molt propera als seus avis, escoltava música amb ells i va desenvolupar gust per la música clàssica i l'estil antic, especialment dels anys 1950.13
Quan es va mudar amb la seva família a Los Angeles després d'haver obtingut el paper de Cat Valentine en la sèrie Victorious, es va veure forçada a distanciar-se de la seva millor amiga Alexa Paige, qui va continuar vivint a Florida.
Ariana Grande és una gran amant dels animals, i es mostra en contra del maltractament i abús cap a ells. Té adoptats a diversos cadells que va rescatar d'albergs.
És molt propera a Justin Bieber i la seva relació d'amics va ser mal interpretada quan es va publicar una fotografia de tots dos junts. A la imatge, Bieber fa un petó a la galta a la cantant. Poc després, se'ls va relacionar sentimentalment, però ella va negar que fos cert. Va aclarir que només són amics. Des de l'any 2013, es va tornar vegana.
A finals d'agost de 2014, el seu avi va morir de càncer. La pèrdua la va afectar, i va rebre el suport dels seus seguidors i el seu representant, Scooter Braun.

## Relacions[12]
La primera relació d‘Ariana Grande va ser amb el actor de The Good Life, Graham Phillips, després de dos anys de relació, van acabar a finals del 2011.
Des 2012 fins a juliol de 2013, va ser parella de Jai Brooks, membre del grup australià de YouTube, The Janoskians.
Més tard, va estar en una relació amorosa amb Nathan Sykes, integrant del grup The Wanted, van tenir dues col·laboracions, Almost Is Never Enogh i Over And Over Again, i, encara que la relació anava molt bé, al cap de pocs mesos, cinc, van tallar.
Després, va reprendre la seva relació amorosa amb Jai Brooks, però tornarien a separar-se a l'agost de 2014. Segons Grande, Brooks no la va recolzar en el moment difícil que ella va passar quan el seu avi va morir de càncer, i aquest va ser el motiu per acabar la seva relació.
Després, va ser vinculada sentimentalment amb el raper Big Sean i, poc després, van confirmar la seva relació sentimental. No obstant això, després de vuit mesos, Grande va donar per finalitzada la relació. Hi va haver molts rumors pel final de la relació, com que les agendes feien la relació quasi impossible (assegura Us Weekly) o que Sean va acabar la relació per que l‘Ariana era molt immadura (segons TMZ).
El següent va ser Ricky Alvarez. Ricky era un ballarí d‘Ariana al The Honeymoon Tour i alguns fans sospitaven que sortien. Es van fer un petó al festival de 2015 PRIDE, i poc després, van confirmar que sortien quant es va filtrar un vídeo controversial d'ella. Algunes cançons del tercer disc d'Ariana, Dangerous Woman, tracten d‘ell. La relació va finalitzar el juliol del 2016, quant ella volia fer alguns canvis a la seva vida.
Al agost d'aquell mateix any, es va confirmar la relació de Mac Miller i ella, però la relació va finalitzar al mes de maig de 2018. Al principi deien que eren temes de feina, que no podien estar molt de temps junts per les seves apretades agendes, i que serien millors amics com abans i sempre. Però Grande ha confessat que la seva relació era horrible els últims mesos. En un tweet, un noi es queixava de lo dolenta que havia sigut l‘Ariana, deixant a Miller, quant ell havia fet molt per ella, havia tingut un accident per culpa seva, i, fins i tot, li havia dedicat un disc sencer. Grande li va respondre amb un llarg tweet feminista on deia que ella no havia d'estar amb ell, encara que li hagués dedicat un disc (que no és cert, segons alguns), ja que la seva relació era tòxica. Es creuen que algunes de les seves cançons del seu nou àlbum, Sweetener, són dedicades a la seva relació. Mac també ha fet algunes cançons que van amb indirectes cap a Ariana. Buttons, parla sobre les seves incompatibles agendes. Small Words, menciona la seva addicció a l'alcohol, cosa que Ariana també va mencionar. L'última, es diu Programs, i diu que ell no pensa parlar amb Ariana si ella no té amor per a donar-li. També explica que no pensa donar cap titular i que tampoc parlarà de Grande. A principis de setembre de 2018 es va trobar mort a Mac per una sobredosis, i molta gent va culpar a Ariana. Grande va caure en una depressió degut a la pressió mediàtica i la mort de Mac Miller.
La seva última relació va ser amb l'humorista de Saturday Night Live, Pete Davidson. Es va publicar la relació dues setmanes després de tallar amb Miller, i amb rumors de casament. Més tard, van decidir que es casarien, prenent-se el seu temps, volent anar amb calma. Va haver-hi alguns comentaris humoristics de mal gust, com quant en Pete va fer un comentari sobre l'atemptat a Manchester. Ella va revelar que el primer petó va ser senzill i curtet, ho va dir a una entrevista que li va fer la seva amiga Nicki Minaj. Tot anava molt bé, fins i tot van adoptar un petit porquet! Davidson la va estar recolzant molt durant la depressió de Grande després de la mort del seu expromès Mac Miller. Però, pel que sembla, no va ser suficient, perquè, el 14 d'octubre de 2018 van cancel·lar el casament i van donar per acabada la relació. Grande va tornar el seu anell de boda, valorat en entre 90 i 100.000 dòlars. Pel que sembla i pel que diuen, ells, encara que se'ls veia molt feliços, vivien baralles i discussions. A les xarxes socials, Pete Davidson va tancar el seu compte d'Instagram, i Ariana va penjar alguna foto parlant sobre com de malament ho estava passant. Hi havia gent propera que deia que tornarien, però, pel que es veu, això no ha acabat molt bé. En el vídeo de Thank u, next, en el diari secret on l'Ari guarda fotos i frases importants o que van marcar les relacions, en una d'elles, Ari posa, al voltant de la foto d'ella i Pete Davidson, Perdó per haver saltat o alguna cosa semblant que dona a pensar que ella va ser la que va acabar la relació. Tot i això, en altres parts del vídeo surten coses que podrien voler dir que ella l'estima, i, que la seva relació va acabar per altres motius.
El 2021 Ariana va contraure matrimoni amb Dalton Gomez, desprès de passar la quarantena junts. El setembre de 2023 van anunciar el seu divorci i estaràn oficialment separats el març de 2024 quan la cantant publicarà el seu setè àlbum.

### Graham Phillips
La relació amb Graham Phillips va ser la primera relació que vam saber d'Ariana Grande. La relació va començar al 2008, quant Ariana i ell tenien 15 anys. Es van conèixer quan participaven en el musical 13: The Musical de Brodway, on Phillips era el protagonista i, Grande, la co-protagonista. Es van fer molt amics des del principi, i, més tard, van sortir. En aquella relació, Ariana va donar el primer petó. Junts van fer escriure i interpretar una cançó anomenada Stick Around i també van interpretar la cançó O Holy Night. Van assistir als premis Emmy junts i es van veure junts en un concert de Brodway a Sud-àfrica. Van celebrar junts el 18é aniversari de Grande.
Ari, en una entrevista va dir això d'ell: Sens dubte una de les meves persones preferides de la meva vida. És molt bo tenir a prop algú que confiï i qui pugui parlar amb tu tot el temps sobre qualsevol cosa. Diuen que la relació va acabar perquè ell volia concentrar-se en els estudis, però, tot i això, aquests dos nois segueixen sent amics. Altres diuen que la relació no va acabar bé, ja que portaven un temps en què tallaven i es reconciliaven. La relació va acabar a desembre de 2011, després de 3 anys junts. Se'ls va veure junts va ser en un sopar amb els seus amics del musical, cap a juny del 2016, cinc anys després d'acabar la relació i, a principis de març del 2019, quasi tres anys després d'haver-se vist per últim cop, aparentment van anar a sopar junts.

### Jai Brooks
Aquesta va ser la segona relació d'Ariana, i va ser molt més coneguda que la del Graham. La relació va començar el 7 d'octubre. En la relació, Ariana tenia 19 anys, i ell, 17. Tot va començar al juliol de 2012, Jai Brooks i el seu germà bessó Luke, van començar una competició per veure quina podria ser el segon amor d'Ariana Grande. Jai la va tuitejar i va fer un vídeo per explicar-li per què havia de sortir amb ell. Els germans van començar llavors el hashtag #JaiVsLukeForAriana que va ser trending a Twitter. La mare d'Ariana, Joan Grande, va fer clic a l'etiqueta i després va començar a mirar els videos de Janoskians a YouTube. Ella pensava que els nois eren realment divertits, així que van mostrar els vídeos a Ariana i li van dir que respongués a un d'ells.
Ariana va enviar el seu número de telèfon a Jai per Twitter perquè sabia que Luke no era realment sincer. Van començar a tuitejar-se molt, deixant que els seus fans sabessin de la seva situació. Al llarg de l'estiu i la tardor, Jai i Ariana es van conèixer molt bé amb missatges de text i xat de vídeo cada dia. Començaren oficialment el 7 d'octubre de 2012 i van comentar que es van estimar a Twitter. En els mesos següents, van planejar que Jai volés a la ciutat de Nova York al voltant de la vigília de Cap d'Any per reunir-se i passar temps amb Ari.
Jai va volar a veure Ariana i finalment es va reunir personalment amb ella per primera vegada el 30 de desembre de 2012. Jai caminava cap a la seva casa a la ciutat de Nova York cap a les 6 del matí i, al girar el carrer, un el cotxe es va aixecar. Era el de l'Ariana. Quan va sortir, es van besar immediatament. Frankie, va filmar un vlog de New Years Eve en el seu canal de YouTube, i quan tothom cridà Happy New Year, Ariana i Jai es veuen besant-se com a mitjanit. Les pròximes dues setmanes, Jai va romandre a Nova York i va passar tot el temps amb Ariana. Van anar a patinar sobre gel a Central Park, van veure el musical Wicked a Broadway, van anar a la bolera, va explorar la ciutat, va sortir a dinar amb els seus amics, i, per diversió, es van maquillar i van publicar els vídeos a Youtube. Finalment, Jai va tornar a Austràlia l'11 de gener. Hi ha un vídeo d'ells besant-se i acomiadant-se a l'aeroport.
Jai va fer una visita sorpresa a Ariana en el set de gravació del seu vídeo musical de The Way, al febrer. En el vídeo, Mac Miller i Ariana es van besar tot i que estava completament dirigit. Ariana i Jai van trencar breument durant aquest temps i molts seguidors van creure que era a causa del petó. Jai, però, va dir que no estava boig per això i sabia que només estava actuant pel vídeo. Van tornar junts un parell de setmanes més tard i va afirmar que la ruptura es va deure a la llarga distància.
Durant els propers cinc mesos, la relació d'Ariana i Jai va ser molt forta. Jai va viatjar a Amèrica molt sovint per veure Ariana, on van passar molt de temps junts. Sovint publicaven imatges a Instagram i Twitter de quant de temps passaven entre ells i afirmar quant s'estimaven. Jai va arribar al set de gravació del vídeo musical Popular Song, i l'actuació de Wango Tango d'Ariana, li va donar un braçalet d'encant i va estar present en múltiples entrevistes d'Ariana, on es va unir a vegades; van anar a Disneyland junts i Ariana va llogar a Jai una mandrosa anomenada Lola per al seu 18è aniversari. Ariana va sorprendre a Jai a l'escenari durant un dels seus concerts, i, ell, la va visitar quan gravava el vídeo musical Baby I vídeo on hi ha imatges d'ells abraçant-se i besant-se.
A principis d'agost, es va confirmar que Ariana publicava una cançó titulada Almost Is Never Enough, que comptava amb la col·laboració del cantant anglès Nathan Sykes. Junts, van filmar el videoclip i van tocar la cançó en moltes ocasions i fet que passessin un temps cada vegada més gran junts. El 6 d'agost, Jai va publicar una foto a Instagram per celebrar el seu aniversari de 10 mesos amb Ariana. El títol era: Aquesta noia significa tant per a mi. No hi ha molts entrenaments de relacions de llarga distància, però la nostra és diferent. No som només el nuvi/la núvia, sinó que també som els millors amics. Però, de vegades, som en un món diferent, i, que estiguem com estem, realment significa alguna cosa. Sóc el noi més afortunat d'aquesta terra i realment he trobat una molt maca. Et vull des de fa molt de temps i estic tan beneït per estar apartat de la teva vida. Gràcies pels records de tota la vida, us estimo i feliços 10 mesos @arianagrande ❤ PS. Ho sento, ha sonat tan cursi.
Semblava que Jariana encara era forta, però una setmana més tard, Ariana va confirmar que ella i Jai havien trencat. Més tard, en una entrevista amb Complex, Ariana va revelar que Jai havia trencat amb ella un missatge de text a la nit d'obertura de The Listening Sessions Tour just abans que estigués a punt de saltar a l'escenari. Quan el vídeo musical de Almost Is Never Enough va sortir, alguns fanàtics van sospitar d'una connexió romàntica entre Ariana i Nathan. No ho van negar directament, i només van dir que eren joves i que intentaven esbrinar tot, però van dir que dirien alguna cosa als seus fans si hi havia alguna cosa per explicar. Al llarg del proper mes, l'especulació es va intensificar amb Nathan i Ariana, deixant caure suggeriments a tot arreu. Finalment van confirmar la seva relació a finals de setembre.
El 7 d'octubre de 2013 (el que se suposava era l'aniversari d'un any de Jai i Ariana), Jai va acusar Ariana de fer-li el salt amb Nathan. Ell va escriure un tuit molt llarg amb les línies inicials de: Sí, em va enganyar. Sí, és un moc. Sí, em van deixar per un altre home. Ariana va negar els rumors dient que eren totalment falsos, dolents i impactants, però volia avançar i oblidar-se d'això. Va afirmar que Jai només l'utilitzava per obtenir els seus quinze minuts de fama. No hi va haver signes de Jai i Ariana parlant durant la resta de l'any. Ariana i Nathan van datar fins a desembre i en aquell moment es van separar.
A principis de 2014, hi havia hagut molts rumors que Jai i Ariana tornaven a estar junts. Es van tornar a seguir a Twitter i Instagram i Ariana també va seguir el germà de Jai. Ariana va publicar un vídeo a Instagram el 24 de març de 2014 i molts fanàtics van dir que podien sentir Jai rient. Un dia, ells van tuitejar que estimaven molt els emoji al mateix temps i, indirectament, es van tuitejar uns als altres. Un fan va preguntar a Ariana a Twitter sobre com estava passant el 18 d'abril i ella va dir que estava enamorada. El 29 d'abril de 2014 Ariana va fer una entrevista on va dir que estima a un noi dolent, algú que és divertit i que té molts tatuatges. Jai s'adapta a totes aquestes categories. Ella va dir que va intentar datar un noi bo per un temps, però que no va funcionar. És probable que això es refereixi a Nathan Sykes. 
Ariana i Jai es van sorprendre besant després que Ariana actués als iHeartRadio Music Awards l'1 de maig de 2014, que confirmava oficialment la seva reconciliació.
El juliol de 2014, l'avi d'Ariana va emmalaltir greument. Va passar tot el mes de juliol a Florida, on ell vivia. La família d'Ariana ja estava amb ella i tots els seus amics van volar per consolar-la i passar temps amb ella. El seu avi va morir el 22 de juliol de 2014. Estava molt a prop d'ell i la seva mort va ser molt difícil per ella. Dues setmanes més tard, Ariana va publicar a Twitter: Aprens molt sobre l'amor, la vida i la gent al teu voltant durant un temps de crisi. Juliol ha sigut dolorós per moltes raons, però de totes les pèrdues personals que vaig patir el mes passat, la pèrdua del meu avi, un veritable cavaller, era l'únic que realment importava. Agraeixo als meus amors que estiguessin en sintonia amb allò que és bo i just al meu voltant i al meu cor... Espero que us envolti la gent que hi estarà amb tu a en els mals temps, no només en els bons. Agraeixo a tots els que estaven aquí per a mi quan els necessitava com els que no em van trencar el cor. Agost està a punt de ser un bonic mes. Esperant el bon arribat... és l'únic en que ens hem d'enfocar. Això, juntament amb una font propera a Ariana, va confirmar que Jai i Ariana havien trencat definitivament. No va venir a estar amb ella quan ella la necessitava més i això li va fer adonar-se que no era correcte per a ella.

## Filantropia
Al seus 10 anys, Grande va co-fundar el grup de joves «Kids Who Care», amb els qui cantava al sud de Florida per realitzar esdeveniments de recaptació de fons per caritat. Va recaptar més de 500 000 dòlars per a obres de caritat només en 2007.20 En l'estiu de 2009, com a membre de l'organització caritativa Broadway a l'Àfrica del Sud, Grande va ensenyar als nens a Gugulethu, Sud-àfrica com a intèrpret de música i dansa. El seu germà Frankie va col·laborar amb ella en aquesta labor. D'altra banda, Grande també s'ha associat amb Kleenex en la seva campanya Sneeze Shield.
El 2015, durant els seus concerts a Nova York de The Honeymoon Tour, Grande va motivar als seus seguidors a adoptar cadells rescatats per donar-los una llar. Va dur a quinze cadells, per l'adopció ella va pagar en els albergs, als seus concerts oferts al març al Madison Square Garden. Va fer això perquè els seus seguidors poguessin adoptarlos.

## Filmografia

### Sèries de televisió
| Any  | Títol                                 | Personatge      |
| ---- | ------------------------------------- | --------------- |
| 2011 | Snowflake, the White Gorilla          | Snowflake (veu) |
| 2013 | Swindle                               | Amanda Benson   |
| 2015 | Metegol (Underdogs en versió anglesa) | Laura (veu)     |
| 2016 | Zoolander 2                           | Chica Bondage   |
| 2021 | Don't Look Up                         | Riley Bina      |
| 2024 | Wicked                                | Glinda          |

| Any       | Títol              | Personatge                 | Notes       |
| --------- | ------------------ | -------------------------- | ----------- |
| 2009      | The Battery's Down | Bat Mitzvah Riffer         | 1 episodi   |
| 2010-2013 | Victorious         | Cat Valentine              | 56 episodis |
| 2011      | iCarly             | Cat Valentine              | 3 episodis  |
| 2011-2013 | Winx Club          | Princesa Diaspro (veu)     | 13 episodis |
| 2013-2014 | Sam & Cat          | Cat Valentine              | 35 episodis |
| 2014      | Family Guy         | Nena italiana (veu)        | 1 episodi   |
| 2015      | Scream Queens      | Sonya 'Chanel #2' Herffman | 4 episodis  |

### Teatre
| Any  | Títol           | Personatge      | Notes           |
| ---- | --------------- | --------------- | --------------- |
| 2008 | Musical 13      | Charlotte       | Co-protagonista |
| 2016 | Hairspray Live! | Penny Pingleton | Co-protagonista |
| 2018 | Wiked           | Convidada       |                 |

## Discografia
| Any  | Àlbum            | Llançament             |
| ---- | ---------------- | ---------------------- |
| 2013 | Yours Truly      | 3 de setembre del 2013 |
| 2014 | My Everything    | 25 d'agost del 2014    |
| 2016 | Dangerous Woman  | 20 de maig del 2016    |
| 2018 | Sweetener        | 17 d'agost del 2018    |
| 2019 | Thank U, Next    | 8 de febrer del 2019   |
| 2020 | Positions        | 30 d'octubre del 2020  |
| 2024 | eternal sunshine | 8 de març del 2024     |

## Senzills
| Àlbum            | Número de Singles | Singles                                                                | Llançament                                                                                                   |
| ---------------- | ----------------- | ---------------------------------------------------------------------- | --- |
| Yours Truly      | 4                 | The Way Popular Song Baby I Right There                                | 25 de març del 2013 16 d'abril del 2013 22 de juliol del 2013 6 d'agost del 2013                             |
| My Everyting     | 4 (+1)            | Problem Break Free Bang Bang Love Me Harder One Last Time              | 28 d'abril del 2014 2 de juliol del 2014 28 de juliol del 2014 30 de setembre del 2014 10 de febrer del 2015 |
| Dangerous Woman  | 4                 | Dangerous Woman Into You Side To Side Everyday                         | 30 de març del 2016 24 de maig del 2016 29 d'agost del 2016 26 de febrer del 2017                            |
| Sweetener        | 4                 | no tears left to cry the light is coming God is a woman breathin       | 20 d'abril del 2018 20 de juny del 2018 13 de juliol del 2018 7 de novembre del 2018                         |
| Thank U, Next    | 4                 | Thank U, Next 7 rings imagine break up with your girlfriend, I'm bored | 4 de novembre del 2018 18 de gener del 2019 14 de desembre del 2018 8 de febrer del 2019                     |
| Positions        | 4                 | Positions 34+35 pov 34+35 remix                                        | 23 d'octubre del 2020 17 de novembre del 2020 19 d'abril del 2021 12 de febrer del 2021                      |
| eternal sunshine | 1(+1)             | yes, and? yes, and? (with Mariah Carey) - Remix                        | 12 de gener del 2024 16 de febrer del 2024                                                                   |